# Сражение при Бизингене

Сражение при Бизингене (нем. Schlacht bei Biesingen) — одно из сражений Войны первой коалиции эпохи французских революционных войн, которое состоялось 17 ноября 1793 года между прусско — саксонскими войсками генерала Фридриха Адольфа фон Калькройта и французской Мозельской армией генерала Луи Лазара Гоша. Калькройту удалось выдержать удар французской армии и продержаться до поздней ночи и отступить без потерь на другой день.

## Перед сражением
В ноябре 1793 года французы готовились к решительному наступлению для освобождения крепости Ландау и вытеснения союзников из Эльзаса. Союзники же в целях облегчения снабжения продовольствием, стали отодвигаться к своим магазинам: австрийцы — к Рейну; пруссаки, составлявшие правый фланг союзной армии, — на сближение с австрийцами от реки Саар к Хомбургу. 16 ноября началось передвижение.
Командующий Мозельской армией генерал Гош, заметив это передвижение, быстро перешел в наступление и начал теснить отступавшие корпуса противника, особенно семитысячный корпус генерала Калькройта, который для сдерживания французов расположился на позиции впереди Блискастеля. Правый фланг Калькройта занял лес у Бизингена, левый — лесистые высоты у Гильшельда и Бликвайлера, фронт прикрывался рекой Блис и Зельбахским прудом.

## Ход сражения
Утром 17 ноября французская Мозельская армия (до 25 тысяч штыков и сабель) тремя колоннами выступила из своего лагеря на Сааре, чтобы сбросить союзников с их позиций. В то время как две колонны шли на Толай и Санкт-Ингберт, третья, и в то же время самая сильная, повернула к Бизингену. Сражение было открыто сильным артиллерийским огнем из французских пушек по центру пруссаков и саксонцев на Хильшайдер Хох. В это же время французский отряд численностью 800 человек переправился через Блис у Блискастеля, чтобы напасть на левый фланг пруссаков. Благодаря патрулю эта попытка флангового удара не удалась. Он продержался, пока не прибыло подкрепление и не вынудили французов отступить.
Пытаясь нанести поражение союзникам в центре, части генерала Ломбара продвинулись через лес Хильшайдер. После первого ружейного залпа пруссаки и саксонцы перешли в штыковую контратаку. Ломбар и несколько офицеров попали в плен.
Третья атака французов последовала с холма севернее Вольферсхайма. Здесь 3-тысячный контингент кавалерии попытался прорвать позиции союзников. После двух неудачных атак третья принесла временный успех: линии были прорваны и несколько пушек было захвачено. Но успех был недолгим. Пруссаки уже выстроились в линию, и после ружейных залпов и штыкового удара французы были вынуждены отступить.

## Результаты
Калькройту удалось продержаться до поздней ночи, а на другой день без потерь отступить в Хомбург. Остальные прусские корпуса — Кнобельсдорфа и Гогенлоэ — также продолжили свое отступление в сторону Кайзерслаутерна.